# Nationaal park Fulufjället
Nationaal park Fulufjället (Zweeds: Fulufjällets Nationalpark) ligt in Dalarna in Midden-Zweden, aan de grens met Noorwegen, waar het park overgaat in het Noorse Nationaal park Fulufjellet (Noors: Fulufjellet nasjonalpark). De naam van het park komt van de berg Fulufjället, die ook in het park ligt en 1044 meter hoog is. Het park is 385 km² groot en is vooral bedekt met dicht naaldbos en mossen (op de hoogvlakte). Het park werd in 2002 door de Zweedse koning Karel XVI Gustaaf van Zweden geopend. Daarbij werd het ook een project van de PAN Parks Foundation, een samenwerking tussen het WNF en recreatiebedrijf Molecaten om natuurbescherming met toerisme te combineren.
In het park ligt de Njupeskär, met 125 meter hoogte de hoogste waterval van Zweden.

## Afbeeldingen

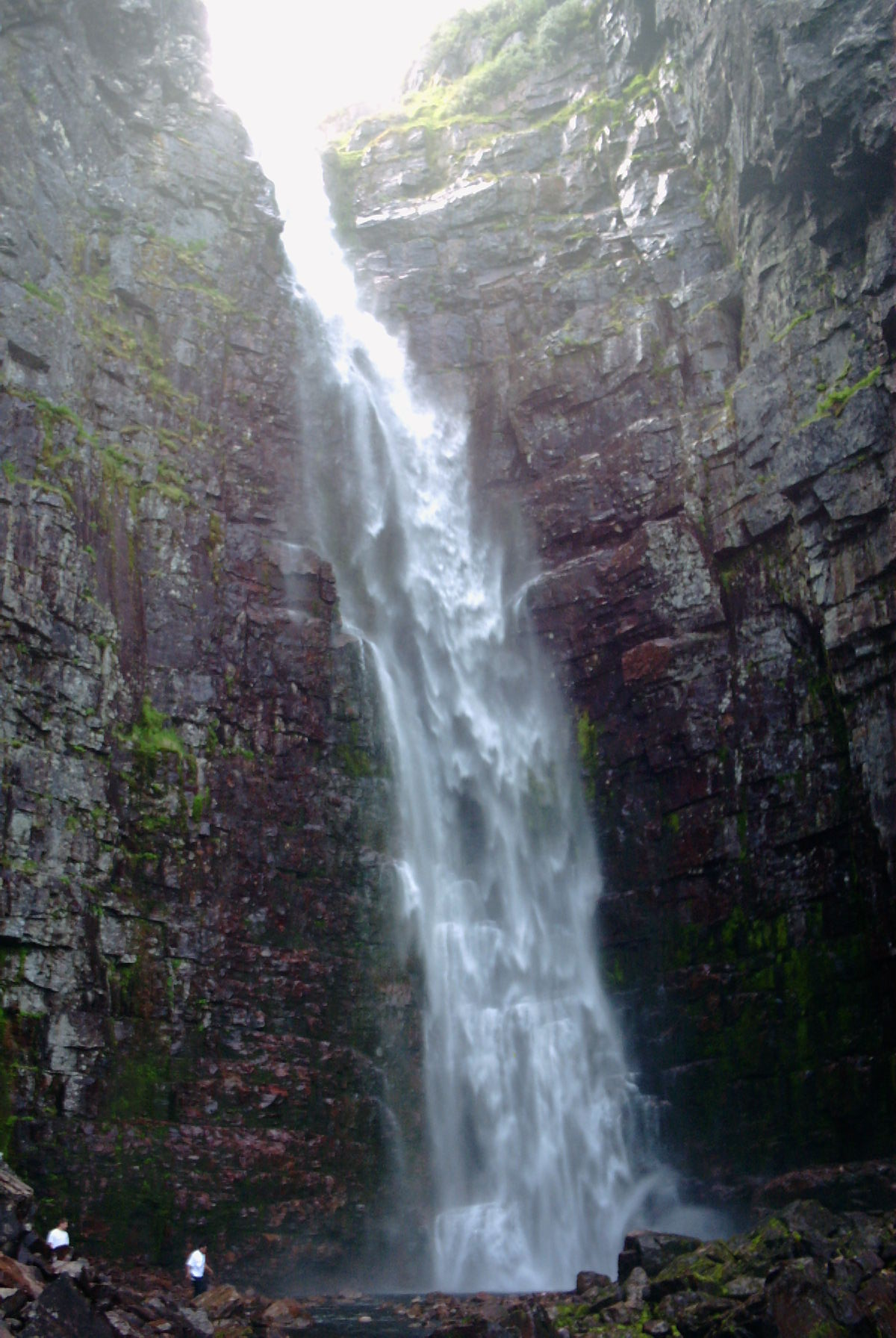
de Njupeskär-waterval
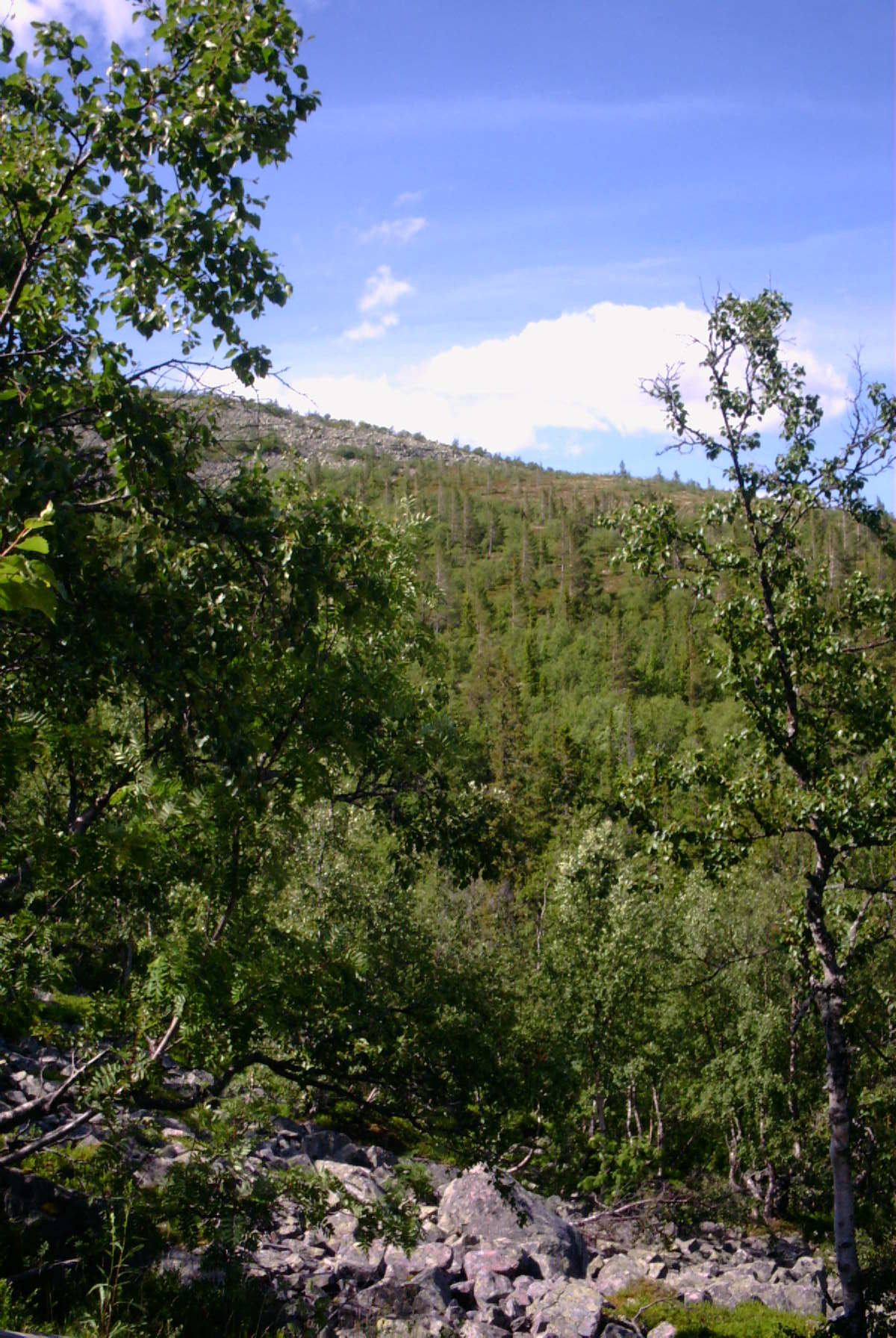
Uitzicht over de berg Fulufjället
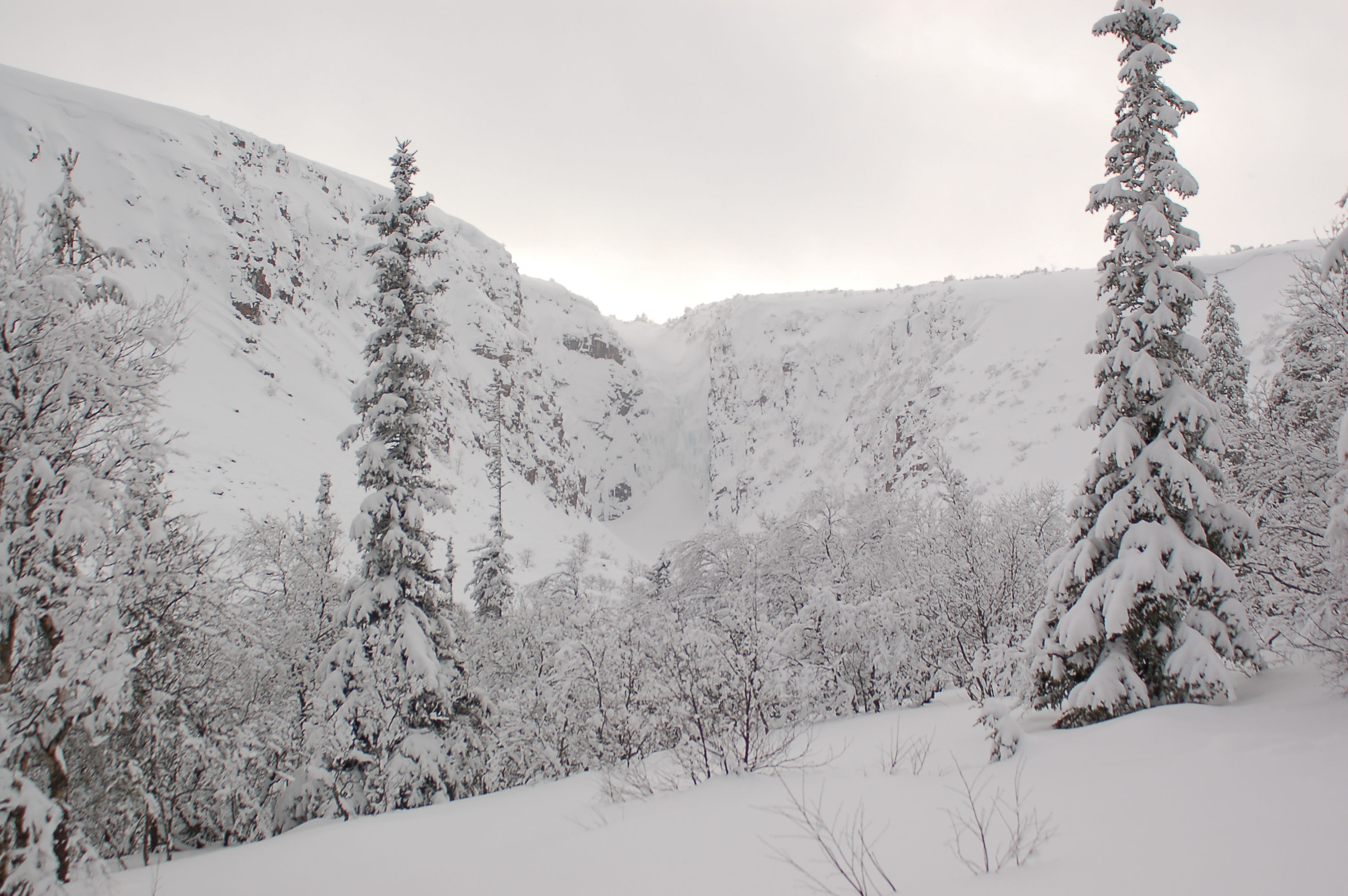
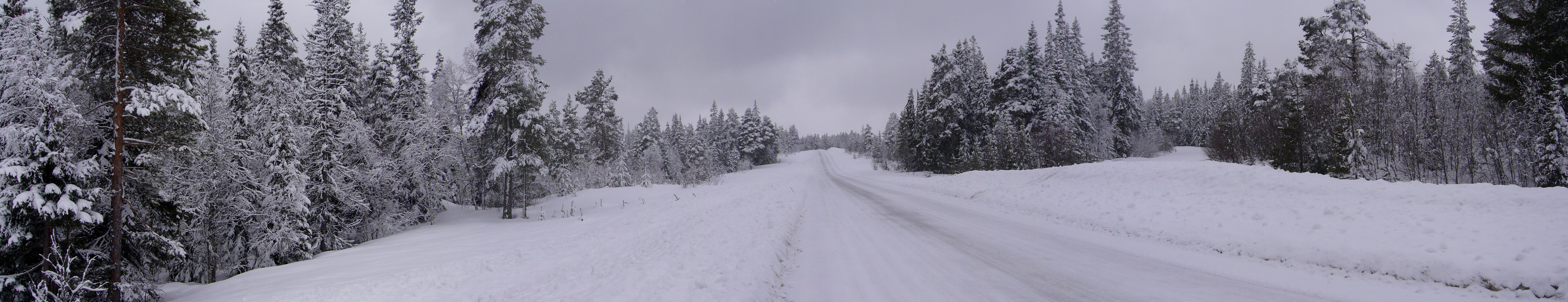
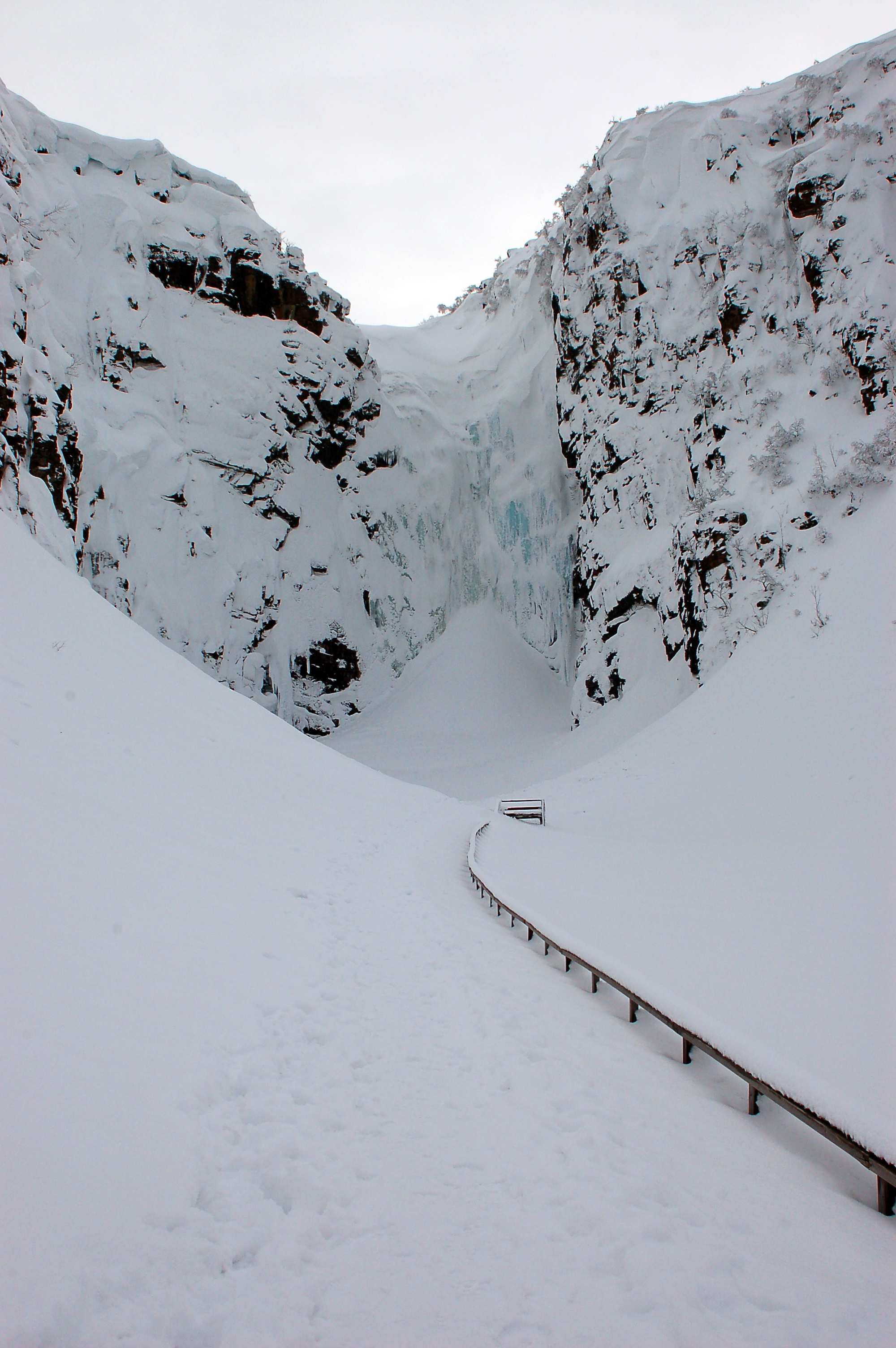
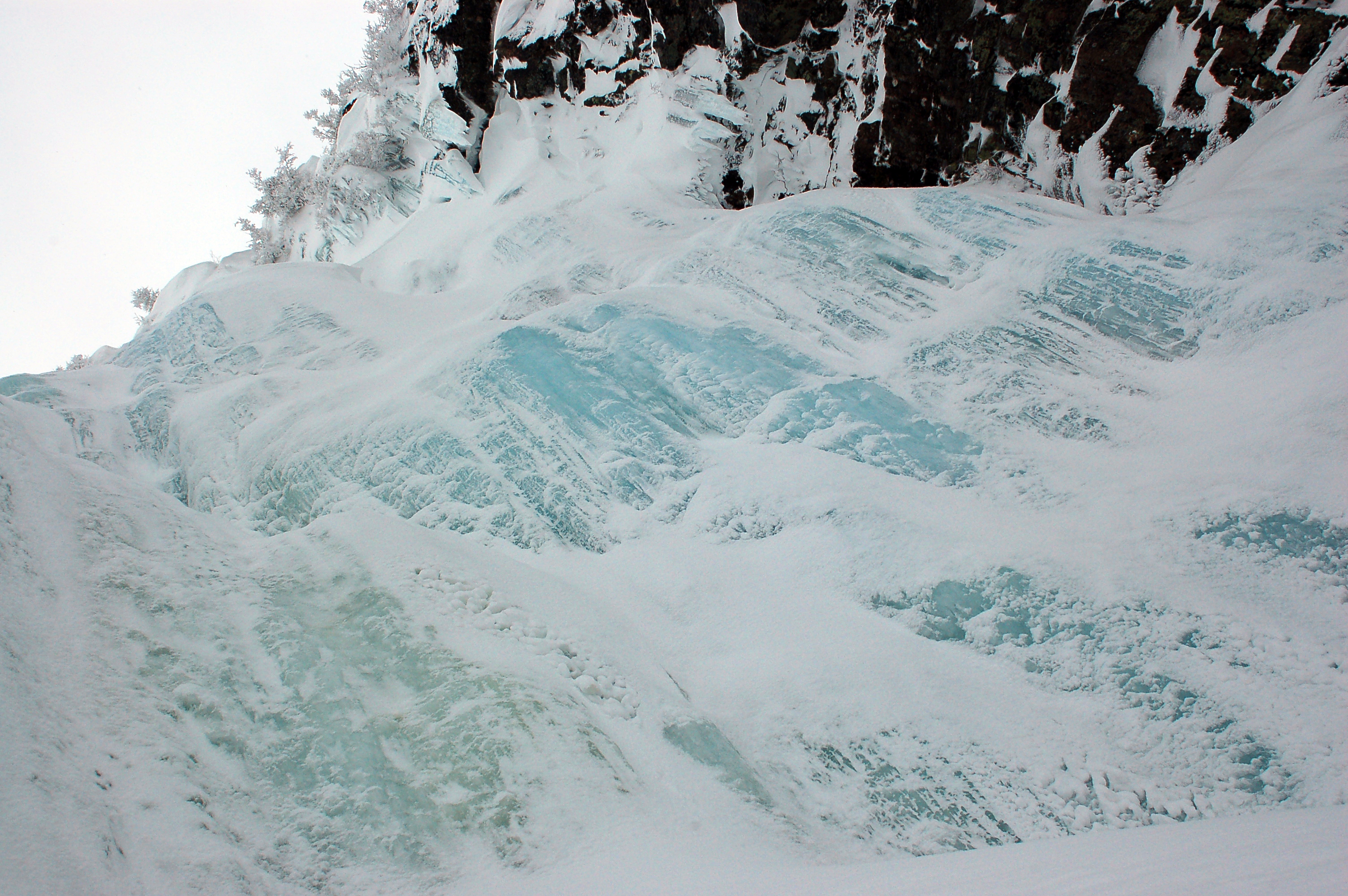
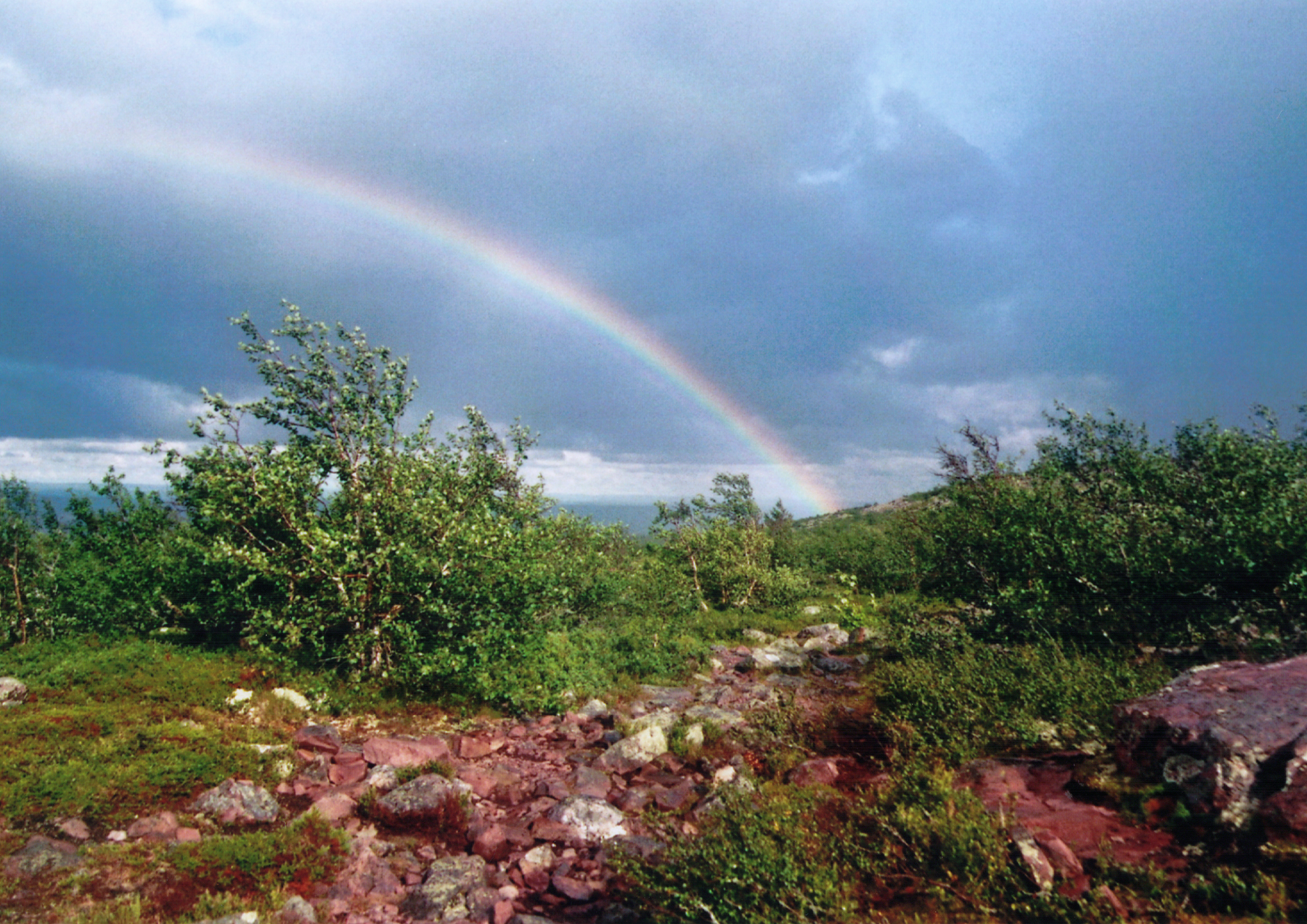
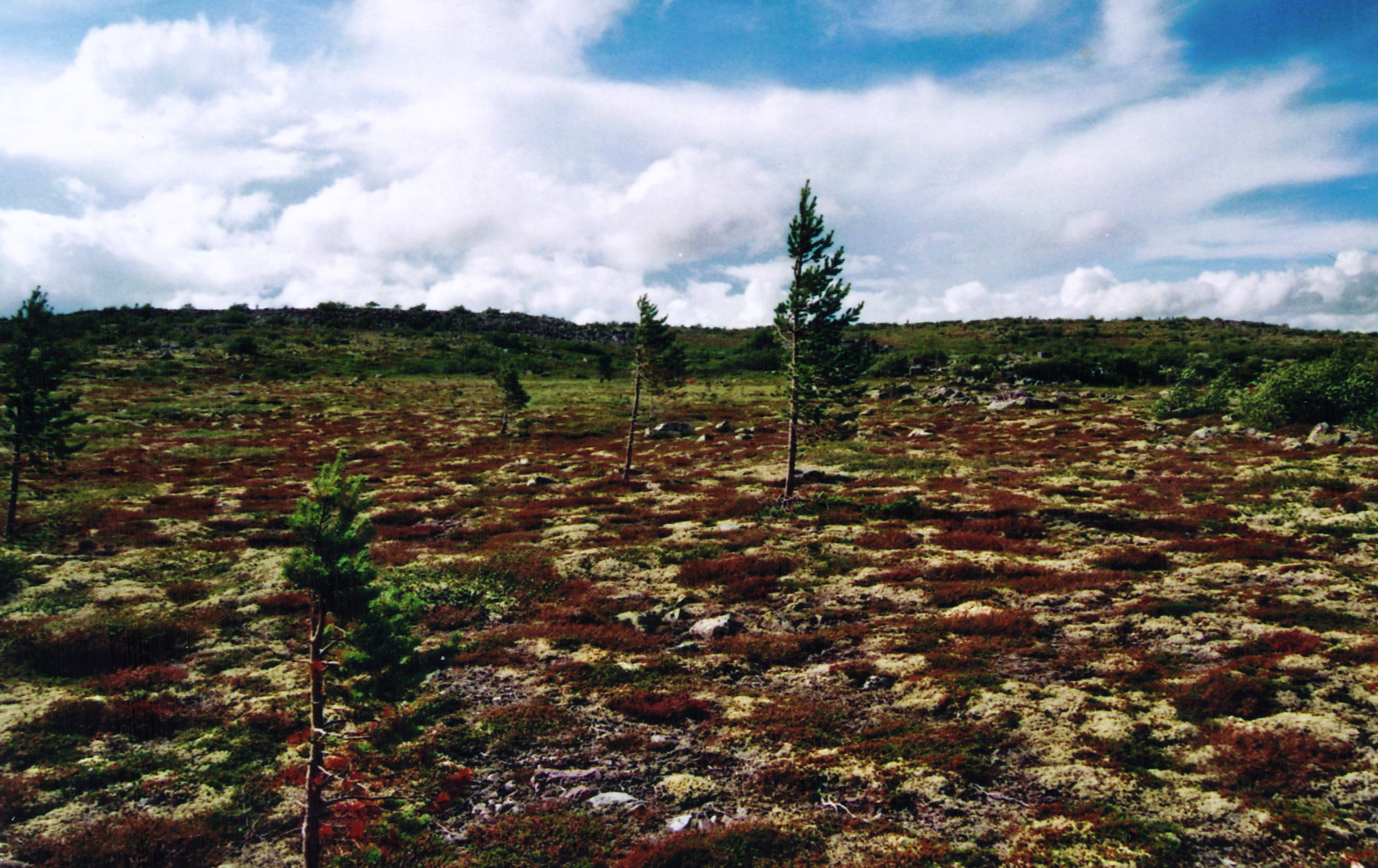
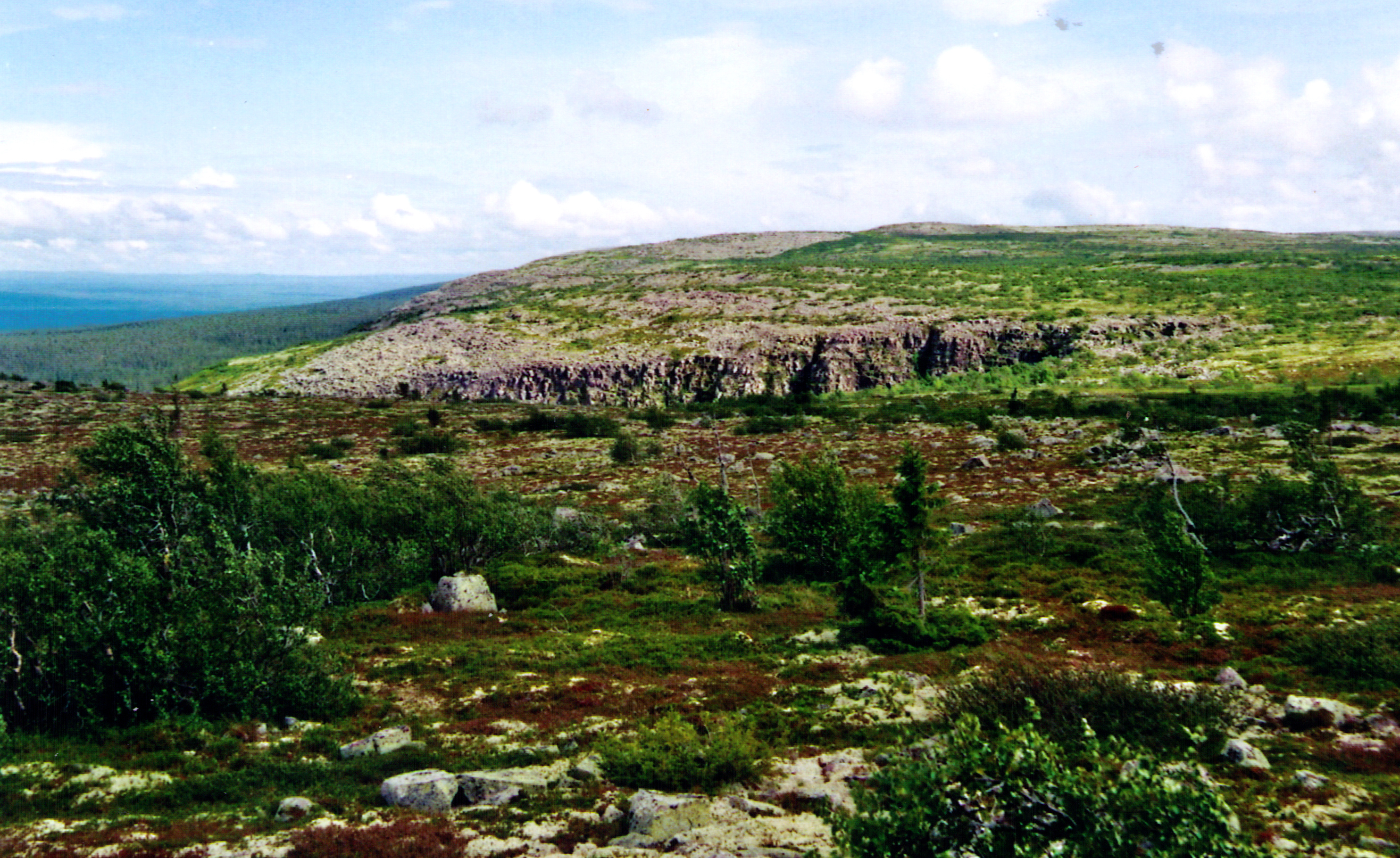
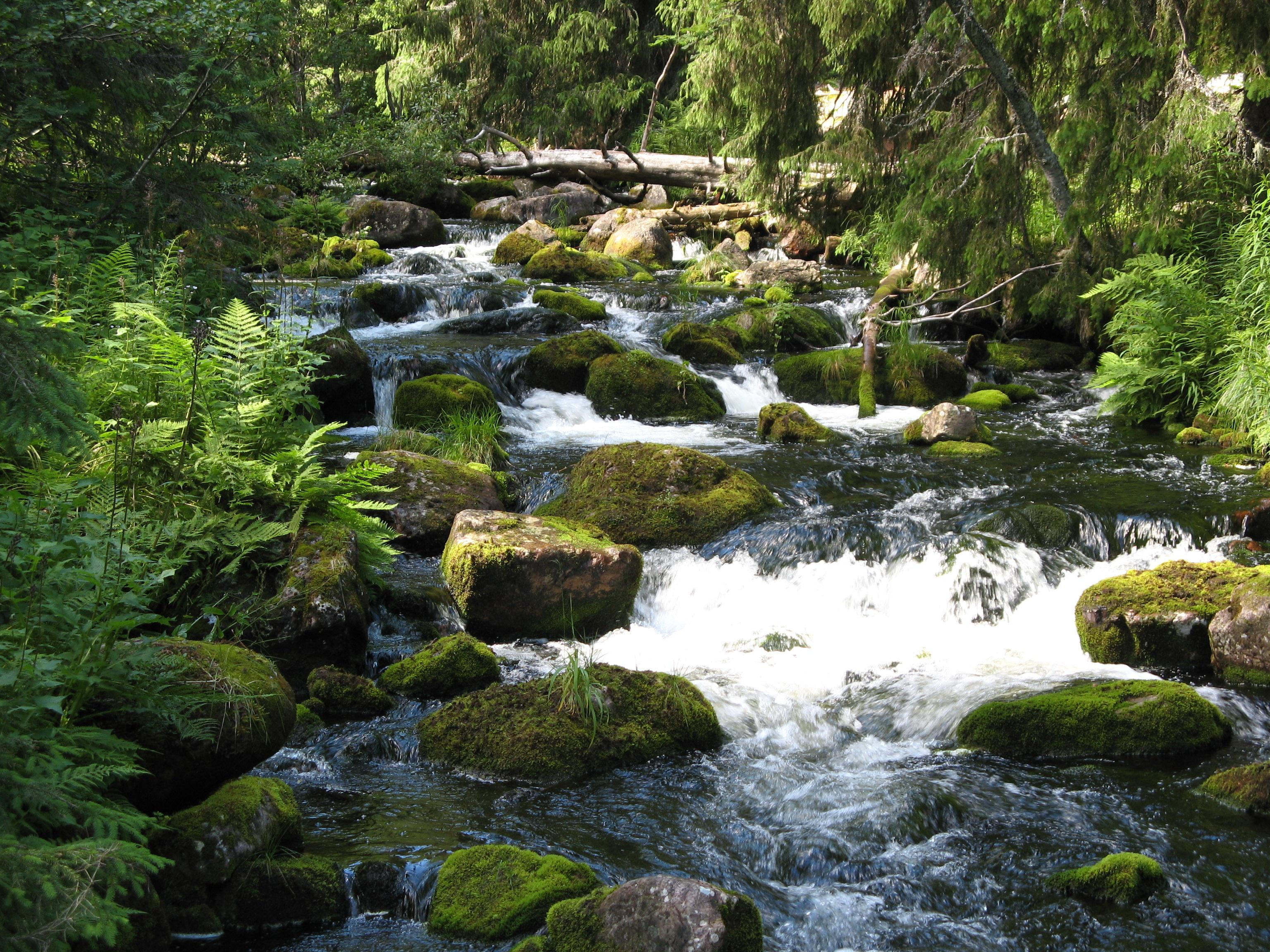
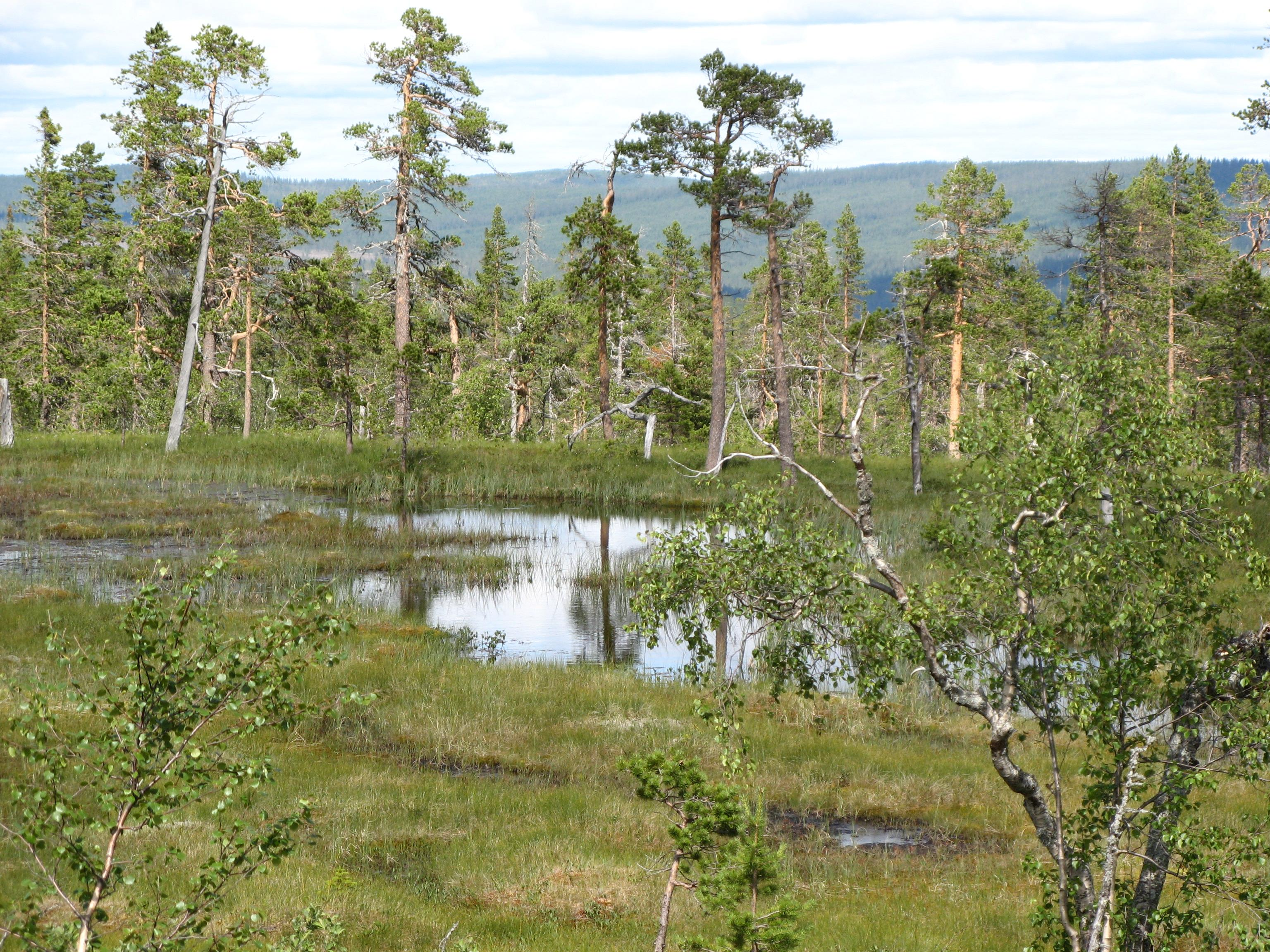
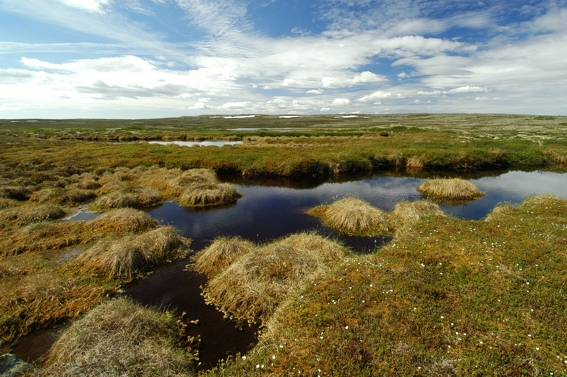
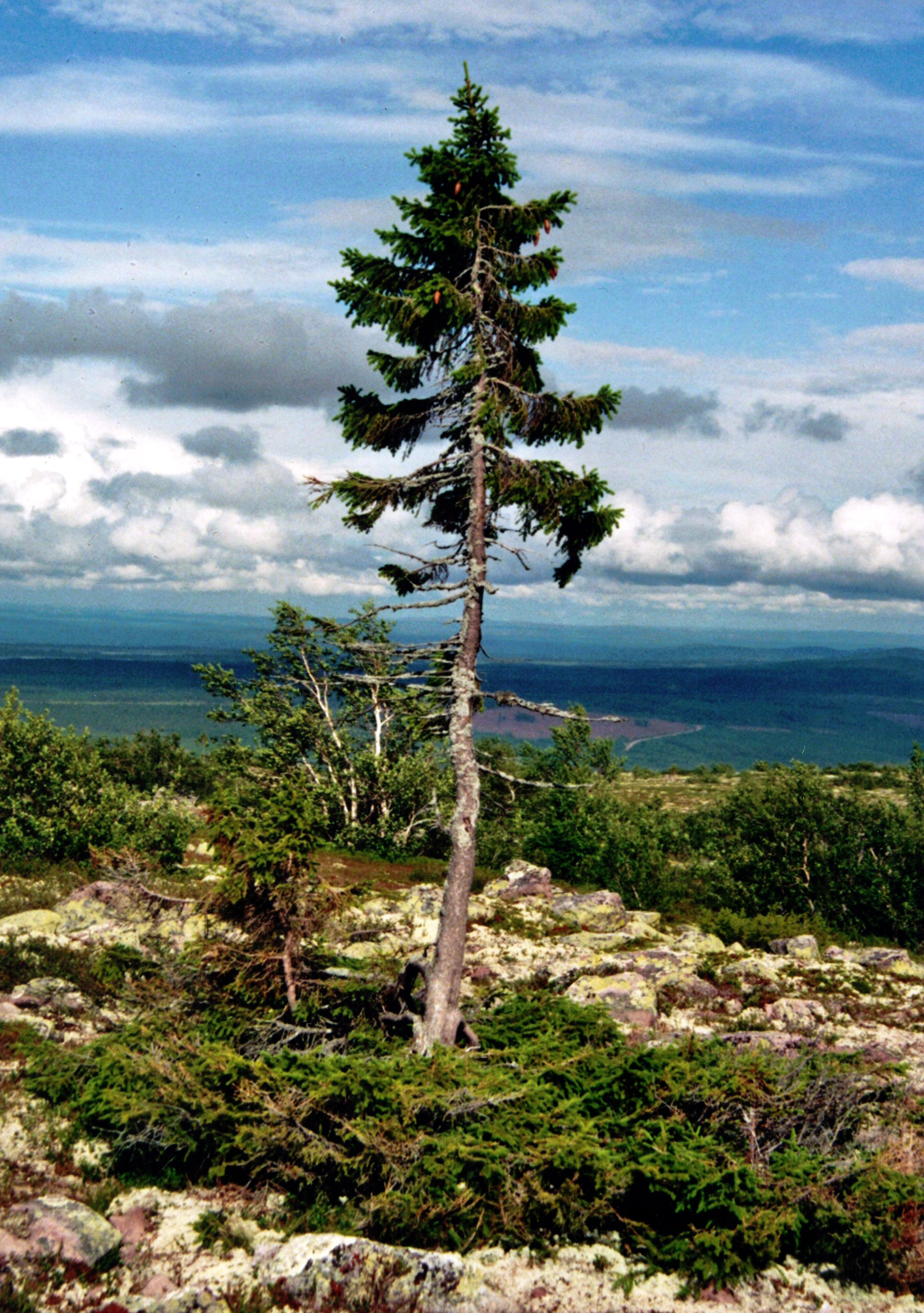
Old Tjikko, een 9.550 jaar oude fijnspar
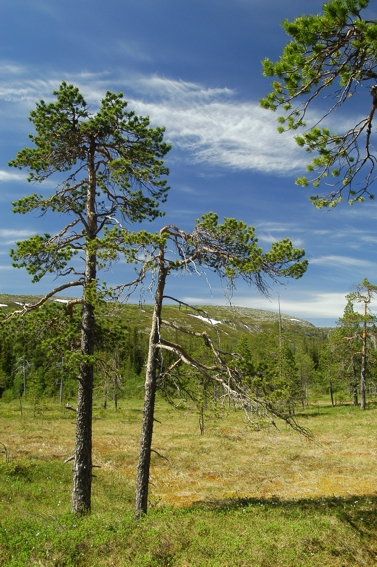
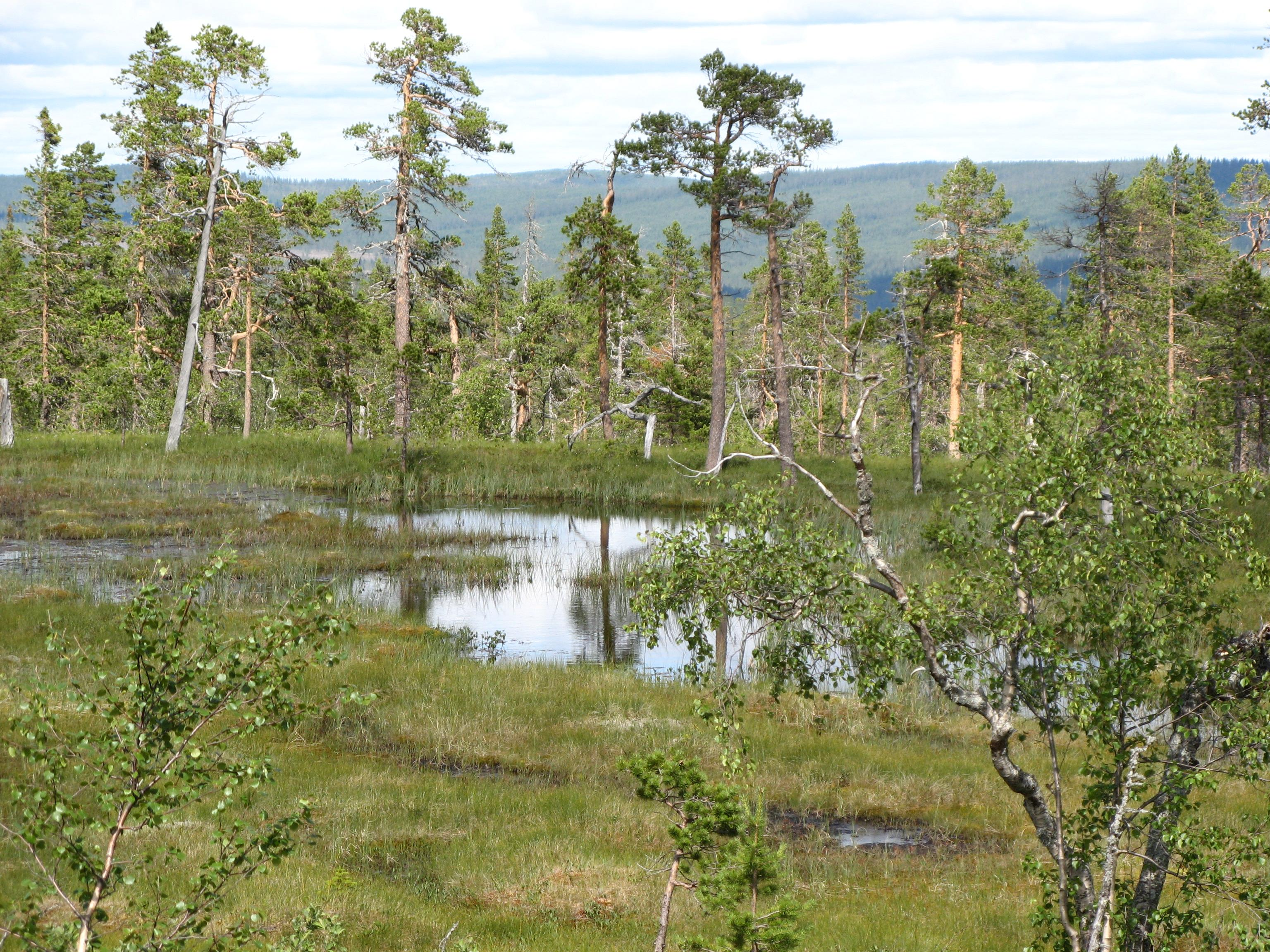